# Brant Garvey
Brant Garvey (nascido em 9 de janeiro de 1985) é um paratriatleta australiano. Antes de assumir o paratriatlo, Brant teve uma bem-sucedida carreira de nadador e jogador de basquetebol em cadeira de rodas. Competiu no basquetebol em cadeira de rodas representando a Austrália nos Jogos FESPIC de 2012, realizados na Coreia do Sul. Foi integrante do Perth Wheelcats, o qual já conquistou o título do Campeonato Australiano de Basquetebol em Cadeira de Rodas por cinco vezes, e jogou basquetebol profissional em cadeira de rodas na Espanha por dois anos. Brant já completou Rottnest Channel Swim cinco vezes. Brant é paratriatleta da categoria PT2 e o primeiro grande evento internacional que disputou foi a Grande Final da União Internacional de Triatlo de 2013, em Londres, onde ficou em sexto. Uma versão adaptada do triatlo para atletas com deficiência física, paratriatlo, fez a estreia na Paralimpíada do Rio de Janeiro, em 2016, e Brant foi um dos atletas que competiram na modalidade, representando a Austrália.